# 石井陶泊
石井 陶泊（いしい とうはく、1905年 - 1999年）は、日本の鍼灸師。日本経穴委員会専門委員。享年94。
栃木県生まれ。下野中学（現：作新学院高等学校）中退。1932年灸術試験合格、1933年鍼術試験合格。1965年から1977年に至るまで栃木県鍼灸師会会長。同心会副会長である藤田六朗医博の指導を受ける。1975年からは、日本鍼灸医学会理事、地方会会長、評議員、日本経穴委員会専門委員を歴任した。1991年までは全日本鍼灸学会栃木地方会会長を務めた。
石井は分娩後のウサギや曲がった若い糸瓜への施灸実験をきっかけにして、経絡を発生学的観点から検討した。